# Jean-Philippe Toussaint
Jean- Philippe Toussaint (29 de novembro de 1957, Bruxelas) é um escritor, cineasta e fotógrafo belga. Suas obras literárias são escritas originalmente em francês e foram traduzidas a mais de vinte idiomas.

## Biografia
Jean-Philippe Toussaint nasceu em Bruxelas, filho da união entre o escritor e jornalista Yvon Toussaint (1933-2013) e da vendedora de livros Monique Lanskoronskis Toussaint , mas viveu boa parte da infância em Paris, cidade onde seu pai trabalhava como correspondente do jornal belga Le Soir. Ele é irmão da produtora de cinema Anne-Dominique Toussaint.
Mora em entre sua cidade natal e a ilha de Córsega, terra de sua esposa, Madelene Santandrea, mãe de seus dois filhos.
Graduou-se pelo Institut d'études politiques de Paris e conseguiu o título de mestre de artes em história contemporânea pela Sorbonne.
Publica seu primeiro romance, La Salle de bain (O banheiro, em edição brasileira de 1989 pela Nova Fronteira, Tradução de Claude Gomes de Souza) em 1985 e é desde já apontado como o autor francófono mais revolucionário desde o nouveau roman.

## Obra
- La Salle de bain (Éditions de Minuit, 1985)
- Monsieur (Éditions de Minuit, 1986)
- L'Appareil-photo (Éditions de Minuit, 1988)
- La Réticence (Éditions de Minuit, 1991)
- La Télévision (Éditions de Minuit, 1997)
- Autoportrait (à l'étranger) (Éditions de Minuit, 1999)
- Faire l'amour (2002)
- Fuir (Éditions de Minuit, 2005)
- La Mélancolie de Zidane (Éditions de Minuit, 2006)
- La Vérité sur Marie (Éditions de Minuit, 2009)
- L'Urgence et la Patience (Éditions de Minuit, 2012)
- La Main et le Regard (Le Passage et Louvre éditions, 2012)
- Nue (Éditions de Minuit, 2013)
- Football (Éditions de Minuit, 2015)